# Зъбати риби гущери
Зъбатите риби гущери (Saurida) са род актиноптери от семейство Риби гущер (Synodontidae).
Таксонът е описан за пръв път от Ашил Валансиен през 1850 година.

## Видове
- Saurida argentea
- Saurida brasiliensis
- Saurida caribbaea
- Saurida elongata
- Saurida filamentosa
- Saurida flamma
- Saurida golanii
- Saurida gracilis
- Saurida isarankurai
- Saurida lessepsianus
- Saurida longimanus
- Saurida macrolepis
- Saurida microlepis
- Saurida micropectoralis
- Saurida nebulosa
- Saurida normani
- Saurida pseudotumbil
- Saurida suspicio
- Saurida tumbil – Голяма риба гущер
- Saurida tweddlei
- Saurida umeyoshii
- Saurida undosquamis – Зъбата риба гущер
- Saurida wanieso